# Roger Selden
Roger Selden (* 1945 in New York City) ist ein zeitgenössischer bildender Künstler. 
Er ist unter anderem Absolvent der Tyler School of Fine Arts in Philadelphia und Rom. Neben seinem Wirkungsfeld als Maler ist er als Produktdesigner tätig, unter anderem für Hersteller von Trinkgläsern (Ritzenhoff), Geschirr, Badeaccessoires und Motorrädern (Ducati). 
1997 erhielt er im Zuge der Restaurierung der Synagoge in Mailand den Auftrag für die Gestaltung der Fenster. 
Roger Selden lebt und arbeitet in Mailand (2007). 

## Ausstellungen der letzten Jahre
- 2000: Michael Lord Gallery, Milwaukee, USA
- 2000: Naviglio Modern Art, Mailand, Italien
- 2000: P. S. Gallery, Flein, Deutschland
- 2001: Haussamann Gallery, Cortina, Italien
- 2001: Venice Design Art Gallery, Venedig, Italien
- 2002: Haussamann Gallery, Cortina, Italien
- 2003: Naviglio Modern Art, Mailand, Italien
- 2003: Venice Design Art Gallery, Venedig, Italien
- 2004: P. S. Gallery, Flein, Deutschland
- 2005: Naviglio Modern Art, Mailand, Italien
- 2005: Venice Design Art Gallery, Venedig, Italien